# Lumiflavin
Lumiflavin ist eine organische Verbindung aus der Gruppe der Flavine.

## Entstehung
Lumiflavin entsteht durch Photolyse von Riboflavin in basischem Milieu. Auch ohne Einwirkung von Licht ist die basische Hydrolyse mit Natronlauge möglich.

## Eigenschaften
Lumiflavin zeigt ebenso wie Riboflavin eine starke gelbgrüne Fluoreszenz. Durch Bestrahlung angeregtes Lumiflavin kann mit molekularem Sauerstoff reagieren und Hyperoxid-Radikale oder Singulett-Sauerstoff bilden.
Die Verbindung weist die grundlegende Struktur der Flavine auf, ein Isoalloxazin mit zwei Methylgruppen. Die variable Seitenkette ist allerdings eine einfache Methylgruppe. Da diese Seitenkette der Flavine wenig Einfluss auf die Reaktivität hat und hauptsächlich dazu dient, den Cofaktor an ein Protein anzubinden, eignet sich Lumiflavin als einfache Modellverbindung für Studien zu Flavin-Cofaktoren.